# Chusquea leptophylla
Chusquea leptophylla är en gräsart som beskrevs av Christian Gottfried Daniel Nees von Esenbeck. Chusquea leptophylla ingår i släktet Chusquea och familjen gräs. Inga underarter finns listade i Catalogue of Life.